# Munna palmata
Munna palmata là một loài chân đều trong họ Munnidae. Loài này được Lilljeborg miêu tả khoa học năm 1851.